# Джонсон, Кэти (гимнастка)
Энн Кэтлин «Кэти» Джонсон (родилась 13 сентября 1959 года), также известна как Кэти Джонсон Кларк —  американский спортивный комментатор и бывшая гимнастка. Одна из первых американских гимнасток, выигравшей крупную международную медаль. Была представлена на коллекционных карточках Supersisters.

## Карьера гимнастки
Джонсон родилась в Оук-Ридже, штат Теннесси. Начала заниматься гимнастикой поздно — в возрасте двенадцати лет. В течение четырёх лет занятий она прогрессировала в своей области, участвуя в национальных чемпионатах. В 1976 году она заняла 23-е место в национальном чемпионате и двенадцатое на Олимпиаде.
С 1977 года Джонсон начала добиваться больших успехов в спорте. В 1977 году она выиграла американский Кубок, завоевала серебряную медаль в многоборье на Кубке Эн-Эйч-Кей в Японии и выиграла соревнования по вольным упражнениям, получив золото в многоборье. Она является серебряным призёром 1977 года на Чемпионате США по спортивной гимнастике (US Nationals). В 1978 году она стала чемпионом в Национальном многоборье. На Чемпионате мира по спортивной гимнастике в Страсбурге Джонсон заняла восьмое место в многоборье и выиграла бронзовую медаль в вольных упражнениях.
В дальнейшем у неё развилась нервная булимия. Джонсон была обескуражена, когда США решили присоединиться к бойкоту Олимпиады 1980 в Москве. На Олимпиаде 1984 года она заняла второе место.
В 1984 году в возрасте двадцати четырёх лет Джонсон принимала участие в составе сборной США на Олимпийских играх 1984 года в Лос-Анджелесе. Она была избрана капитаном команды. На Олимпиаде она выиграла серебряную медаль в командных соревнованиях и бронзу на бревне. Таким образом она стала второй американской гимнасткой, завоевавшей две медали по гимнастике на Олимпийских играх.

## После выхода на пенсию
После Олимпиады Джонсон ушла в отставку. Меньше чем через год после своей Олимпийской победы она стала работать на телевидении в качестве приглашенной звезды на ТВ шоу Kids Incorporated. С конца 1980-х она работала спортивным комментатором на АБВ-ТВ и канале ESPN, часто комментируя Чемпионаты мира. Она также подрабатывала техническим советником в ТВ передаче Lifetime Television’s film Little Girls в Pretty Boxes.
Джонсон также занималась деятельностью по улучшению условий жизни гимнастов и других спортсменов мирового класса, читала лекции о своей борьбе с булимией и своем опыте в гимнастике. Она является членом Консультативного Комитета по вопросам правосудия для спортсменов.
Джонсон замужем за актёром Брайаном Патриком Кларком. У них растет их общий сын Шон (род. март 1998), а также её старший сын Кэри (род. август 1980) от её предыдущего брака.